# تردد بديل
التردد البديل في الراديو هو تردد يحول إليه عندما يضعف التردد العادي المستعمل كي يستمر استقبال نفس المحطة الإذاعية.

## مفهوم
إذا كانت المحطة الإذاعية لديها أكثر من جهاز إرسال في منطقة الوصول، فيمكن لمستمعي الراديو المتنقل الاستماع إلى الراديو دون انقطاع عن طريق استخدام ميزة تحويل الترددات الراديوية الآلية بدعم من ميزة الترددات البديلة  للمرسل. يمكن استخدام هذا التطبيق إذا كانت أجهزة استقبال الراديو قادرة على القيام بذلك.
التردد البديل
إذا كانت محطة راديو X تبث بميزة RDS AF ، وإذا تم تمكين خاصية AF لجهاز الاستقبال اللاسلكي للسيارة المتحركة، فيمكن للمستمعين الاستماع باستمرار إلى محطة الراديو هذه دون الحاجة إلى تغيير التردد. تقوم مستقبلات الراديو المزودة بخاصية RDS تلقائيا باختيار أقوى إشارة لمحطة الراديو. 

ميزة AF هي النظام المثالي للمركبات التي تبعد مسافة طويلة من أجل الاستماع إلى محطة إذاعية دون انقطاع.
AF يمكن أن تحدد الطريقة التي ترسلها مجموعة OA RDS 25 مرسلات تردد لنفس المحطة الراديوية.
يمكن تطبيق طريقة AF B إذا كان عدد أجهزة إرسال الترددات يتجاوز 25 أو يلزم التجميع الإقليمي.

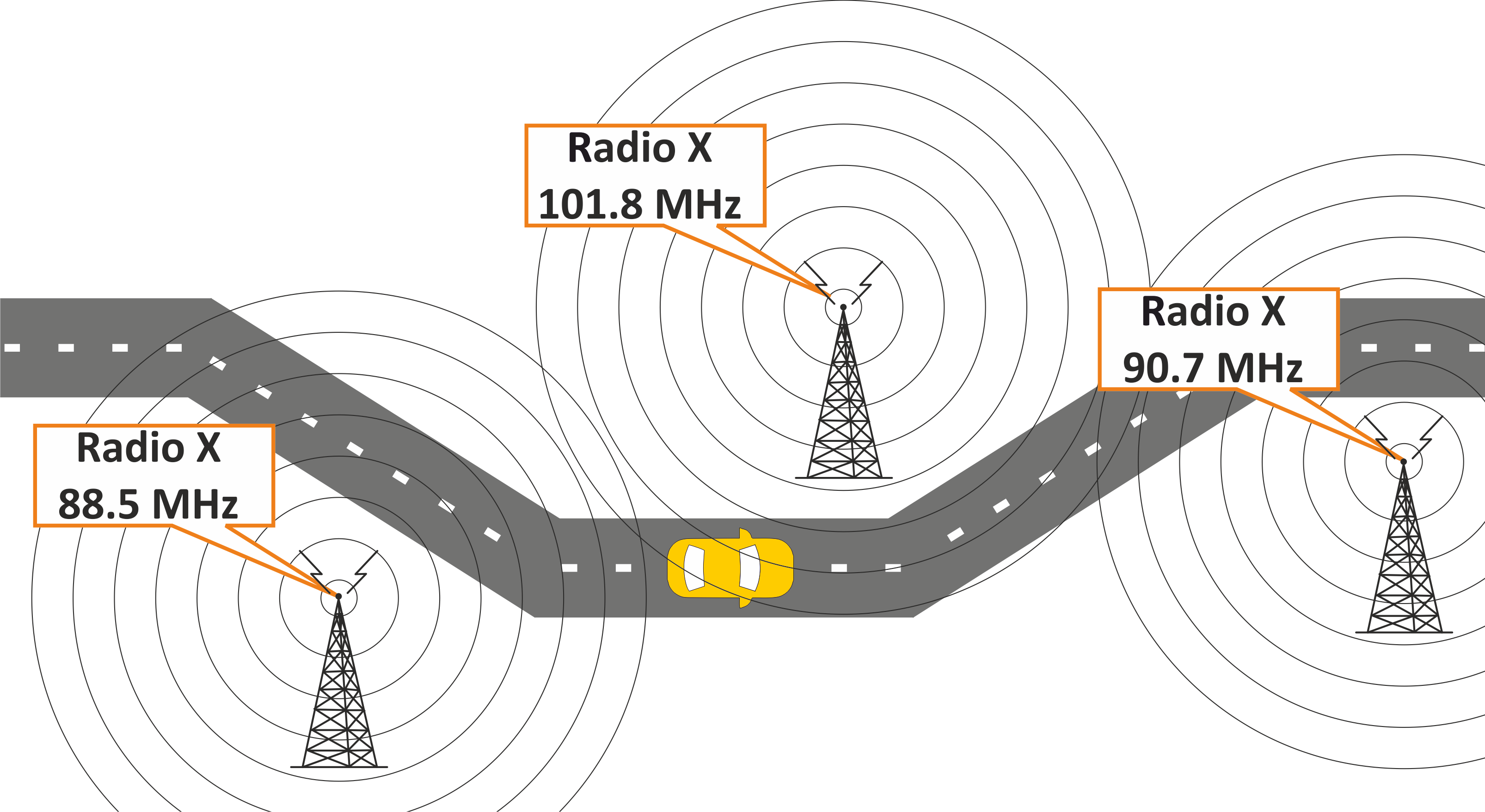
توضيح طريقة عمل التردد البديل في توجيه المستقبل للانتقال من تردد إلى اخر اقوى واقرب لاستقبال نفس المحطة